# Deer Trail
Deer Trail – miasto w Stanach Zjednoczonych, w stanie Kolorado, w hrabstwie Arapahoe.

## Demografia
W roku 2010 miasto zamieszkiwało 546 osób, a gęstość zaludnienia wynosiła 195 osób/km². W roku 2023 liczba mieszkańców wzrosła do 1513 osób, a gęstość zaludnienia przekroczyła 540 osób/km². Na przestrzeni 13 lat zaludnienie Deer Trail wzrosło prawie 2,8-krotnie. 